# 색계 작용만 하는 마음
색계 작용만 하는 마음(팔리어: rūpāvacara-kriyācittāni 루-빠-와짜라 끼리야- 찟따-니, 영어: fine-material-sphere functional consciousness)은 특히 상좌부의 교학과 아비담마 그리고 수행에서 사용하는 용어로, 붓다를 포함한 아라한만이 가지는 무탐 · 무진 · 무치의 3선근 모두와 함께하는 다음 5가지 색계에서의 마음을 말한다. 아라한의 마음은 오직 진여의 무분별지를 발현하여 작용할 뿐 그 작용이 끝나고 나면 곧바로 소멸하여 후유를 낳을 어떠한 단서 즉 어떠한 집착 또는 욕망도 남기지 않기 때문에 오직 선한(유익한) 작용만 할 뿐 선업도 쌓지 않아 후유를 낳지 않는다.
1. 일으킨 생각 · 지속적 고찰 · 희열 · 행복 · 집중이 함께하는 초선의 작용만 하는 마음
2. 지속적 고찰 · 희열 · 행복 · 집중이 함께하는 제2선의 작용만 하는 마음
3. 희열 · 행복 · 집중이 함께하는 제3선의 작용만 하는 마음
4. 행복 · 집중이 함께하는 제4선의 작용만 하는 마음
5. 평온 · 집중이 함께하는 제5선의 작용만 하는 마음

이 5가지 색계 마음은 초선 · 제2선 · 제3선 · 제4선의 4선 또는 4선정 체계가 아닌 초선 · 제2선 · 제3선 · 제4선 · 제5선의 5선 또는 5선정 체계에 따른 것이다.
또한 위의 각각의 항목에서 '지혜와 함께한다'는 표현이 없지만 욕계에서 색계 초선으로, 즉, 더 상위의 계로 들어가기 위해서는 지혜(인과에 대한 이해와 그 이해에 의거한 노력)가 없이는 불가능하다. 욕계를 제외한 모든 계 즉 색계 · 무색계 · 출세간의 마음은 무탐 · 무진 · 무치의 3선근 모두와 함께한다.
색계 작용만 하는 마음은 다음의 분류 또는 체계에 속한다.
- 욕계 · 색계 · 무색계 · 출세간에 속한 89 또는 121가지 마음
  - 욕계 마음 54가지 一 누적 54가지
  - 색계 마음 15가지 一 누적 69가지
    - 색계 유익한 마음 5가지
    - 색계 과보의 마음 5가지
    - 색계 작용만 하는 마음 5가지

  - 무색계 마음 12가지 一 누적 81가지
  - 출세간의 마음 8가지 또는 40가지 一 누적 89가지 또는 12가지

- 작용만 하는 마음 20가지
  - 욕계 마음의 원인 없는 마음 중 원인 없는 작용만 하는 마음 3가지 一 누적 3가지
  - 욕계 마음의 욕계의 아름다운 마음 중 욕계 작용만 하는 마음 8가지 一 누적 11가지
  - 색계 마음의 색계 작용만 하는 마음 5가지 一 누적 16가지
  - 무색계 마음의 무색계 작용만 하는 마음 4가지 一 누적 20가지

## 같이 보기
- 작용만 하는 마음
- 아름다운 마음
- 아름답지 않은 마음
- 유익한 마음
- 과보의 마음